# Дубенцов, Анатолий Захарович
Анато́лий Заха́рович Дубенцо́в (1930, д. Кашаир, Емуртлинский район, Тюменский округ, Уральская область, СССР — 21 октября 1996, там же, Упоровский район, Тюменская область, Россия) — комбайнёр совхоза «Краснопресненский» Боровского района Кустанайской области Казахской ССР, Герой Социалистического Труда (1967).

## Биография
Родился в 1930 году в деревне Кашаир Емуртлинского района Тюменского округа Уральской области (ныне в составе Упоровского района Тюменской области) в семье крестьян. По национальности русский.
Окончив 4 класса сельской школы, из-за начавшейся Великой Отечественной войны прервал учёбу и работал на подсобных работах. В 1943 году становится рабочим животноводческой фермы Новозаимского зерносовхоза. Окончив в 1948 году курсы трактористов, стал работать по полученной специальности. В 1950 году окончил училище механизаторов совхоза «Коммунар» Исетского района Тюменской области, работал там же трактористом-комбайнёром.
В 1952—1955 годах служил в армии, получив воинскую специальность шофёра, после демобилизации с 1955 года вернулся на работу в зерносовхоз бригадиром тракторной бригады.
В 1957 году уехал добровольцем в Казахскую ССР поднимать целину. Работал шофёром, с 1959 года — механизатором в совхозе «Краснопресненский» Боровского района Кустанайской области (ныне — Мендыкаринский район Костанайской области Казахстана). С 1963 года работал в сезон жатвы комбайнёром (жена Светлана Николаевна работала рядом — шофёром на обслуживающем его комбайн грузовике), а в зимне-весеннее время — шофёром.
Указом Президиума Верховного Совета СССР от 19 апреля 1967 года «за достигнутые успехи в увеличении производства и заготовок зерна в 1966 году» удостоен звания Героя Социалистического Труда с вручением ордена Ленина и медали «Серп и Молот».
В 1968 году окончил вечернюю среднюю школу. В 1975 году вернулся в родное село Кашаир, с этого же года работал механизатором в Пригородном отделении Заводоуковского опытно-производственного хозяйства. В 1990 году достиг пенсионного возраста, но продолжил работу в хозяйстве до смерти.
Член ВЛКСМ с 1947 года. Член КПСС с 1955 года. Избирался членом парткома совхоза «Краснопресненский».
Умер 21 октября 1996 года, похоронен в родной деревне.
Награждён орденом Ленина (19.04.1967), медалями, а также медалями ВДНХ СССР.